# فرد س. برانون
فرد س. برانون (بالإنجليزية: Fred C. Brannon)‏ هو مخرج أمريكي، ولد في 26 أبريل 1901 في لويزيانا في الولايات المتحدة، وتوفي في 6 أبريل 1953 في لوس أنجلوس في الولايات المتحدة.

## وصلات خارجية
- فرد س. برانون على موقع IMDb (الإنجليزية)
- فرد س. برانون على موقع ألو سيني (الفرنسية)
- فرد س. برانون على موقع أول موفي (الإنجليزية)
- فرد س. برانون على موقع قاعدة بيانات الأفلام السويدية (السويدية)
- فرد س. برانون على موقع قاعدة بيانات الفيلم (الإنجليزية)
- فرد س. برانون على موقع كينوبويسك (الروسية)